# جيرالدين ديفيز
جيرالدين ديفيز (1946 - ) (بالإنجليزية: Geraldine Davies)‏ هي لاعبة كريكت بريطانية.

## وصلات خارجية
- جيرالدين ديفيز على موقع إي آس بي آن كريك إنفو (الإنجليزية)